# Jean-Joseph Menuret
Jean-Joseph Menuret, llamado Menuret de Chambaud  (Montelimar, 23 de enero de 1739 - París, 15 de diciembre de 1815) fue un médico francés, autor de varios tratados de medicina .Contribuyó también de manera significativa a la Encyclopédie de Diderot y d'Alembert.

## Biografía
Menuret estudió medicina en la Universidad de Montpellier con Antoine Fizes, que tuvo gran influencia sobre él. Se graduó con su tesis titulada De generatione dissertatio physiologica. Retornó  a Montelimar para ejercer después de  obtener su doctorado. Sus obras exitosas tempranas y un número grande de artículos escritos para la Enciclopedia de Diderot, llenos de ideas paradójicas pero escritos con un estilo puro y correcto, hizo que atrajese la atención y especialmente le puso en relación estrecha con los enciclopedistas. Menuret devino así  uno de los escritores de esta enorme obra, produciendo casi ochenta artículos sobre medicina. Menuret empezó a escribir artículos para la enciclopedia à partir del tomo VIII. Su contribución se encuentra enteramente en los volúmenes que Diderot y los impresores elaboraron clandestinamente hasta su publicación colectiva en 1766. La contribución de Menuret constituye el corpus más homogéneo en cuanto a la medicina en la Enciclopedia.
Desde entonces permanecer en una ciudad provinciana pequeña durante mucho tiempo podría no ser adecuado para este hombre activo, trabajador, altamente educado y dotado de una imaginación grande. De esta manera dejó Montelimar y probó fortuna en París, donde hizo muchos amigos. Con su apoyo, fue nombrado médico de los establos del Rey y de la Condesa de Artois.
Los acontecimientos de la Revolución francesa perturbaron su estancia y le forzaron a emigrar. Se estableció en Hamburgo. Regresó a Francia después del Golpe de 18 Brumario, y se estableció en París donde muchas sociedades académicas se apresuraron en admitirle como miembro. Cuando ya era un septuagenario, todavía disfrutaba de buena salud.

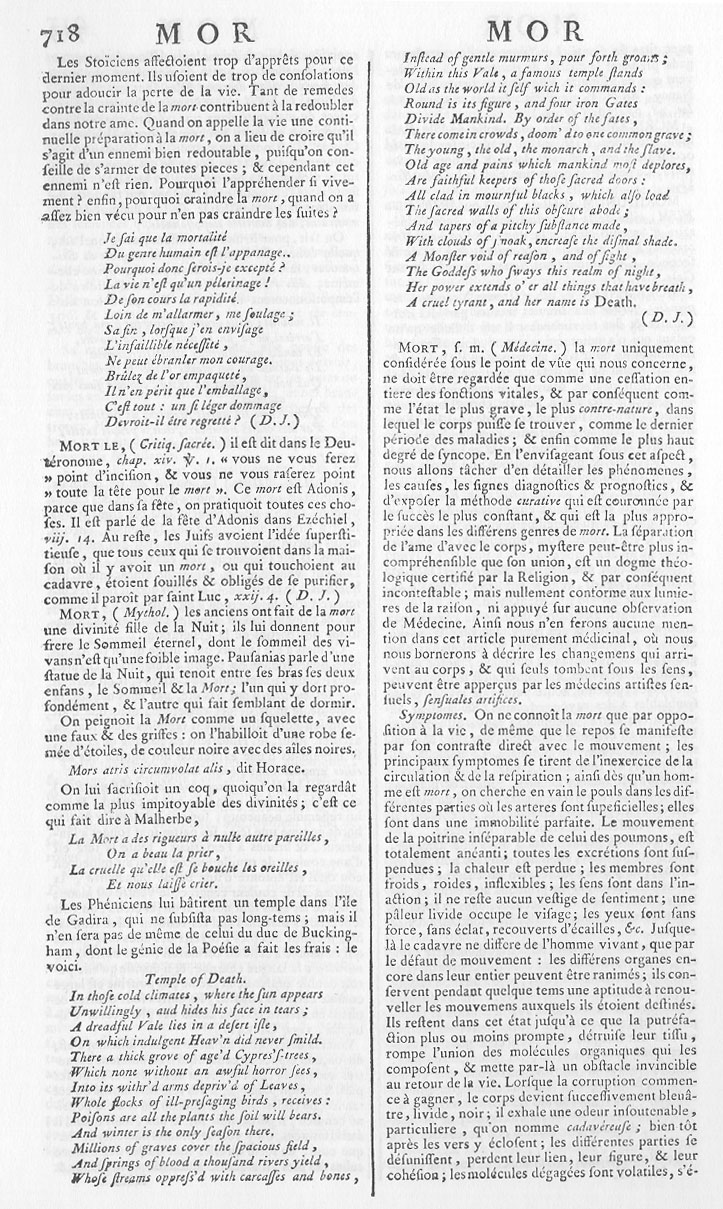
Primera columna del artículo Mort (Muerte) en la Encyclopédie, obra de Menuret.

## Vida personal
Menuret  se casó con Louise Cartier de Bois Martin, de Valence, y este matrimonio no tuvo descendencia. Cuando Louise murió en 1773, Menuret se volvió a casar, con Marie-Elisabeth Monneron (nacida en 1745), hija de Antoine Claude Monneron (1703–1791), un agricultor  de Annonay, Ardèche y hermana de  Augustin Monneron . Este segundo matrimonio tuvo un hijo, André Menuret – que permaneció soltero – y dos hijas, Joséphine Menuret y Alexandre Menuret.

## Obras

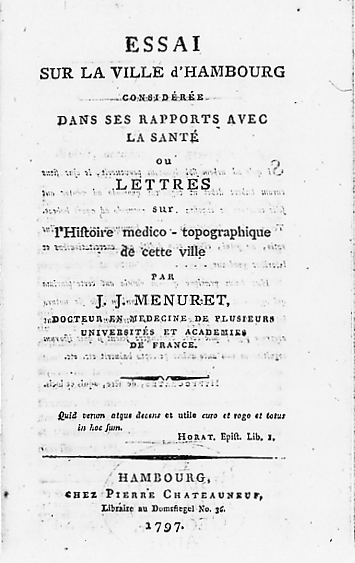
Página de cubierta del Essai sur la ville de Hambourg por Menuret.

- 1767: Nouveau traité du pouls, Ámsterdam (París), en-12°
- 1770: Avis aux mères sur la petite vérole et la rougeole, ou Lettres à madame de *** sur la manière de traiter et de gouverner ses enfants dans ces maladies ; suivies d'une cuestión proposée à Messieurs de la Société royale des ciencias de Montpellier, relativement à l'inoculación, Lyon, en-8°
- 1777: Éloge historique de M. Venel, médecin, Grenoble, en-8°
- 1781: Essai sur l’action de l’air dans les maladies contagieuses, qui a remporté le prix proposé par la Société royale de Médecine, París, rue et hôtel Serpente, en-12°, XXIV-112 p. ; Traducido al alemán (Leipzig, 1784, en-8°)
- 1786: Essai sur l'histoire médico-topographique de París, París, en-12 ; edición Nueva, augmentée de quelques lettres sur différents sujets, París, 1804 en-8°
- 1790 o 1791: Mémoire sur la culture des jachères (couronné par la Société d'agricultura de Paris en 1789), París : Impr. de Ph.-D. Pierres, et chez Belin, en-8°, 61 p.
- 1790: Observations sur le débit du sel après la supresión de la gabelle, relatives à la santé et à l'intérêt des citoyens, en-8°
- 1791: Essai sur les moyens de anterior de bons médecins, sur les obligations réciproques des médecins et de la société; partie d'un projet d'éducation national relative  à cette profesión, París, en-8° ; édition revue et augmentée de quelques notes relatives aux changements survenus dans cette partie depuis la première, en 1791, París, 1814, en-8°
- 1797: Essai sur la ville de Hambourg, considérée dans ses rapports  avec la santé, ou Lettres sur l'histoire médico-topographique de cette ville, Hambourg, en-8°
- 1809: Discours sur la réunion de l'utile à l'agréable, même en médecine; lu à la séance publique de la Société philotechnique, París, en-8°

## Artículos en laEncyclopédie(selección)
De entre los alrededor de 75 artículos que escribió Menuret en la Enciclopedia, (marcados generalmente con la letra m, y a veces M), se puede destacar:
- Inflamación , Maladies inflammatoires, vol. 8, (p. 708–27) ;
- Mort (médecine) , vol. 10, (p. 718–27) ;
- Pouls, vol. 13, (p. 205–40) ;
- « Somnambule, & Somnambulisme », vol. 15,(p. 340–2).